# Richard Dragon (revue)
Pour les articles homonymes, voir Richard Dragon.
Richard Dragon est une revue de petit format publiée dans la collection « Comics Pocket » des éditions Artima de janvier 1976 à avril 1981 (12 numéros).
Elle publiait essentiellement le comic DC Richard Dragon Kung Fu Fighter, ainsi que d'autres séries du même éditeur, de façon hétéroclite, telles que Karate Kid ou House of Secrets.